# Ebermannstadt
Ebermannstadt è una città tedesca situata nel land della Baviera.